# 彈性動脈
彈性動脈（elastic artery）為一種動脈，其中膜含有大量膠原蛋白及弹性蛋白的血管。該血管具有一定的彈性，以承受脈搏的張力。彈性動脈的彈性及伸縮性造成了韦德克瑟尔效应，意即彈性血管緩衝了脈搏所造成的血壓波動。彈性動脈包含全身所有最大的血管，如肺動脈、主動脈等。
彈性動脈的外膜具有血管滋養管供給血管細胞養分。

## 外部連結
- Histology image: 05402loa – 波士顿大学的组织学学习系统
- Histology at usc.edu